# Mezzomerico
Mezzomerico – miejscowość i gmina we Włoszech, w regionie Piemont, w prowincji Novara.
Według danych na rok 2004 gminę zamieszkiwało 950 osób, 135,7 os./km².